# Elatine brochonii
Elatine brochonii är en slamkrypeväxtart som beskrevs av Armand Clavaud. Elatine brochonii ingår i släktet slamkrypor, och familjen slamkrypeväxter. Inga underarter finns listade i Catalogue of Life.

## Bildgalleri

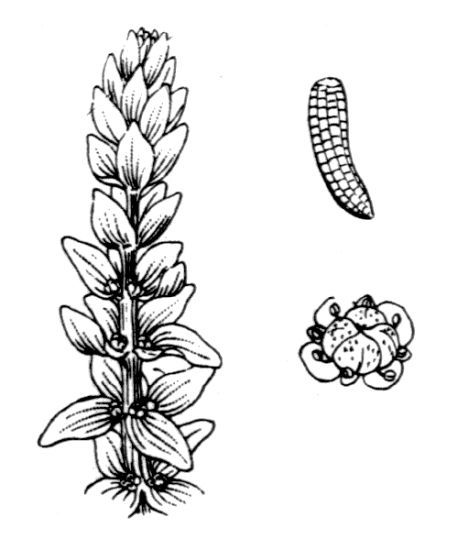
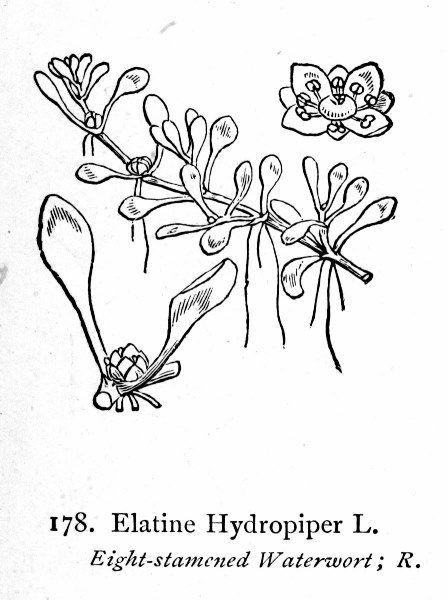
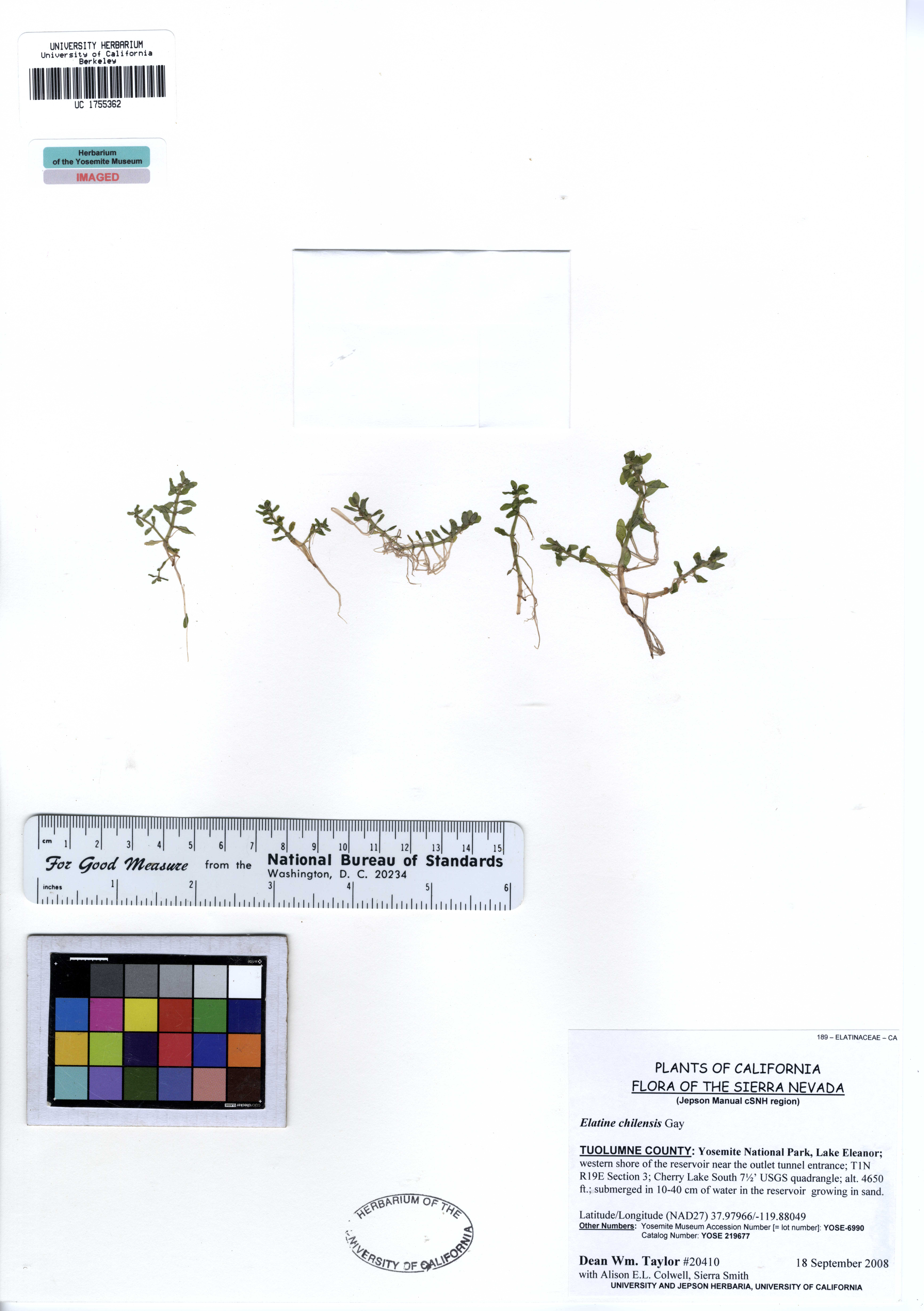
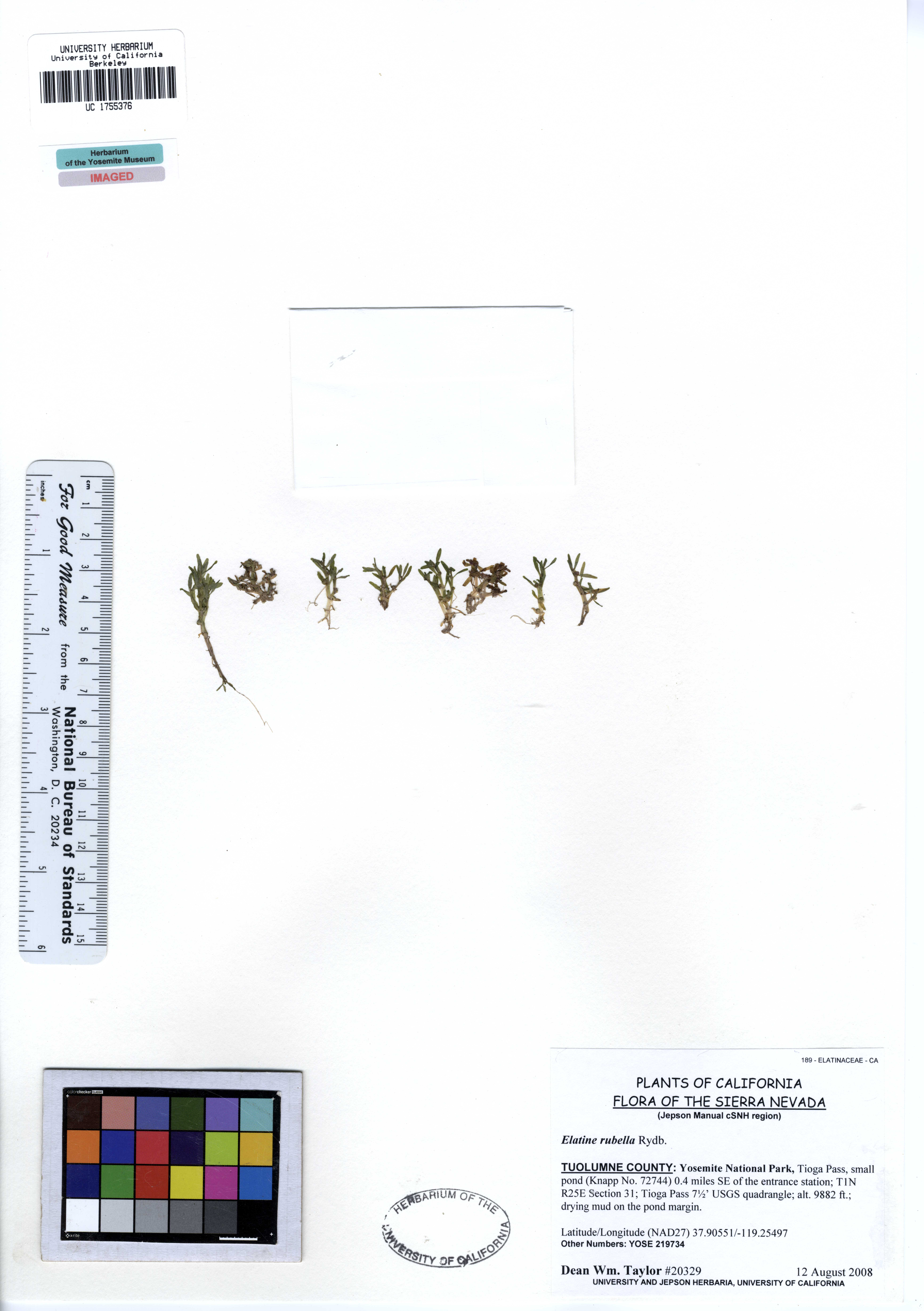